# قرقر
قرقر (چادگان)، روستایی ترک نشین از توابع بخش مرکزی شهرستان چادگان در استان اصفهان ایران است.

## جمعیت
این روستا در دهستان کبوترسرخ قرار دارد و براساس سرشماری مرکز آمار ایران در سال ۱۳۸۵، جمعیت آن ۶۸۴ نفر (۱۵۵خانوار) بوده‌است.